# Aziz Sancar
Aziz Sancar (født 8. september 1946 i Savur) er en tyrkisk-amerikansk biokemiker og molekylærbiolog, der blandt andet har specialiseret sig i reparation af DNA-fejl og cellecyklus-checkpoints. Han er professor i biokemi ved University of North Carolina at Chapel Hill.
Sammen med sin hustru Gwen, der også er professor i biokemi ved UNC, står han bag Aziz and Gwen Sancar Foundation, som er en non-profitorganisation, der skal fremme tyrkisk kultur og støtte tyrkiske studerende i USA.

## Karriere
Aziz Sancar stammer fra det sydøstlige Tyrkiet som søn af ikke-boglige forældre, der lagde vægt på, at deres børn fik en uddannelse. Sancar tog sin kandidatgrad fra Istanbul Universitet i 1969, og i 1977 tog han en ph.d. fra Univerity of Texas at Dallas. Han er nu professor på UNC i Chapel Hill, North Carolina. Han har gennem mange år forsket i fotolyase, enzymer til reparation af DNA. For dette arbejde modtog han ammen med Tomas Lindahl og Paul L. Modrich i 2015 nobelprisen i kemi for "mekanistiske studier af, hvordan DNA repareres i kroppen".